# Кузьмін Ігор Валерійович
Ігор Валерійович Кузьмін (нар. 27 лютого 1974, місто Миколаїв, Миколаївська область) — український чиновник, державний діяч регіонального рівня, 1-й заступник голови Кіровоградської обласної державної адміністрації, в.о. голови Кіровоградської обласної державної адміністрації (з 27 червня по 27 серпня 2020 року).

## Життєпис
У травні 1989 — квітні 1991 року — служба у складі Збройних сил СРСР.
У 1995 році закінчив Миколаївський державний педагогічний інститут, фізична культура, вчитель фізичної культури.
У 1997 році закінчив Інститут післядипломної освіти Тернопільської академії народного господарства (нині - Західноукраїнський національний університет), фінанси і кредит, економіст.
У січні — квітні 1998 року — провідний спеціаліст контрольно-ревізійного відділу управління соціального захисту населення Миколаївської обласної державної адміністрації. У квітні — червні 1998 року — провідний спеціаліст обчислювального центру по обслуговуванню установ соціального захисту управління соціального захисту населення Миколаївської обласної державної адміністрації.
У червні 1998 — грудні 2000 року — заступник начальника відділу фінансування соціально-культурних установ і програм соціального захисту населення фінансового управління Миколаївської обласної державної адміністрації. У грудні 2000 — серпні 2002 року — начальник відділу фінансів установ і програм соціального захисту населення управління фінансів невиробничої сфери головного фінансового управління Миколаївської обласної державної адміністрації. У серпні 2002 — квітні 2007 року — заступник начальника головного фінансового управління — начальник управління доходів та фінансів виробничої сфери Миколаївської обласної державної адміністрації.
У 2004 році закінчив Одеський регіональний інститут державного управління Національної академії державного управління при Президентові України, «Державне управління», магістр державного управління.
У квітні 2007 — березні 2015 року — на керівних посадах в органах Податкової служби України.
У березні — жовтні 2015 року — радник голови Миколаївської обласної ради.
У жовтні 2015 — червні 2016 року — виконувач обов'язків начальника Головного управління державної фіскальної служби у Миколаївській області.
У жовтні 2016 — березні 2018 року — менеджер, директор у сфері питань взаємодії з державними органами фермерського господарства «Органік Сістемс».
У жовтні 2018 — грудні 2019 року — начальник управління податків і зборів з фізичних осіб Головного управління державної податкової служби у Херсонській області, Автономній Республіці Крим та місті Севастополі.
З грудня 2019 року — 1-й заступник голови Кіровоградської обласної державної адміністрації.
З 27 червня по 27 серпня 2020 року — в.о. голови Кіровоградської обласної державної адміністрації.   
24.12.2020 по 11.04.2022 — заступник голови Миколаївської обласної державної адміністрації. 24.02.—11.04.2022 — заступник голови Миколаївської обласної військової адміністрації
З 20 жовтня 2022 року відповідно до наказу ДПС України № 1617-о виконує обов'язки начальника Головного управління ДПС у Миколаївській області.

## Родина
Одружений, має дві доньки і онуку